# Рецептивне поле
Рецепти́вне по́ле нейрону — це ділянка простору, де поява фізіологічного стимулу викликає зміну
частоти потенціалів дії цього нейрону, а також просторово-часова структура стимулу, що викликає зміну частоти потенціалів дії. Рецептивні поля було виявлено для нейронів слухової системи, соматосенсорної системи і зорової системи.
Концепція рецептивних полів може бути розширена для всієї нервової системи. Якщо група чутливих нейронів утворює синапси з одним нейроном вище по їєрархії, то ці рецептори загалом становлять рецептивне поле цієї нервової клітини. Наприклад, рецептивне поле гангліозної клітини в сітківці ока формується із входів біполярних клітин і амакринових клітин. У свою чергу гангліозні клітини надсилають свої аксони в мозок і утворюють синапси з нейронами латерального колінчастого тіла, таким чином формуючи їх рецептивні поля.
Цей процес називається конвергенцією.

## У контексті нейромереж

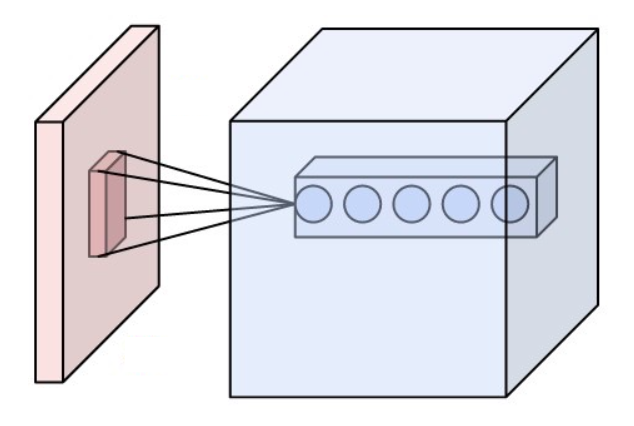
Нейрони згортального шару (синім), сполучені з їх рецептивним полем (червоним)

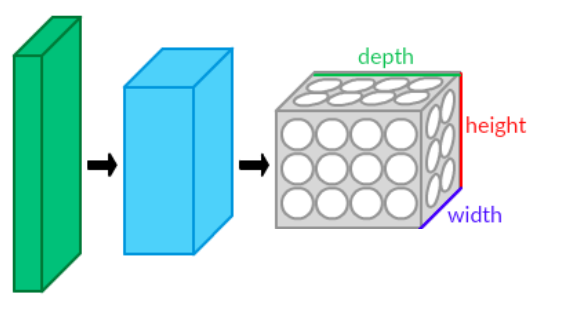
Шари ЗНМ вишикувані у трьох вимірах

Термін рецептивне поле також використовують у контексті штучних нейромереж, найчастіше пов'язано зі згортковими нейромережами (ЗНМ). Отже, у контексті нейромереж рецептивне поле означене як розмір області входових даних, що продукує ознаку. По суті, це міра зв'язку між виходовою ознакою (будь-якого шару) із входовою областю (латкою). Важливо зауважити, що ідея рецептивного поля застосовується до місцевих операцій (тобто згортання, агрегування). Наприклад, в рухових задачах, як-от передбачення відео і оцінення оптичного потоку, треба захопити великі рухи (зсуви пікселів у 2D ґратці), тому потрібне відповідне рецептивне поле. А саме, рецептивне поле буде достатнім, якщо воно більше ніж найбільша величина потоку в наборі даних. Існує багато способів збільшити рецептивне поле для ЗНМ.